# Brachystemma calycinum
Brachystemma calycinum es la única especie del género monotípico Brachystemma de la familia de las cariofiláceas.

## Descripción
Tiene los tallos extendidos o escalando entre arbustos, con un tamaño de 6 m de altura, partes glabras o superior pilosa, tetrangular recto, brillante, frágil de epidermis. Pecíolo de 1 cm; Hojas de 3.5 a 7.5 × 1-1,5 cm, ápice acuminado. La inflorescencia en forma de tirso laxo, con muchas flores. Pedicelo 2-5 mm. Sépalos estrechamente ovados, 4-6,5 mm, ápice obtuso. Pétalos blancos, lanceoladas. Estambres y estaminodios cortos.  Cápsula globosa, de 2,5 mm, más corta que los sépalos. Semilla de 1,5 mm. Fl. Abril a julio, fr. Agosto a diciembre.

## Distribución y hábitat
Se encuentra en los pastizales en laderas de las montañas, en los bosques abiertos, a una altitud de 500 - 2700 metros en Guangxi, Guizhou, Sichuan, Xizang, Yunnan, Bhután, Camboya, India, Laos, Nepal, Sikkim, Tailandia y Vietnam.

## Taxonomía
Brachystemma calycinum fue descrita por David Don   y publicado en Prodromus Florae Nepalensis 216. 1825.